# Hemigaster mandibularis
Hemigaster mandibularis är en stekelart som först beskrevs av Tohru Uchida 1940.  Hemigaster mandibularis ingår i släktet Hemigaster och familjen brokparasitsteklar. Inga underarter finns listade i Catalogue of Life.